# Kruckenkreuz

Kruckenkreuz

Ein Kruckenkreuz (bzw. Krückenkreuz oder Hammerkreuz) ist ein gemeines Kreuz mit Querbalken, den „Krücken“, an den vier Enden (vierfaches Taukreuz).
Steht das Kruckenkreuz in der Schragenstellung (wie das Andreaskreuz), ist es ein Kruckenschrägkreuz. In der Heraldik wird eine Teilung oder Spaltung dieser Form im Wappen als Krückenschnitt bezeichnet.

## Geschichte

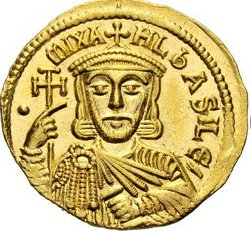
Kaiser Michael I. von Byzanz, Goldmünze, 9. Jahrhundert

### Allgemeines
Das Kruckenkreuz ist ein elementares graphisches Symbol. Die ältesten Nachweise finden sich in der jüngeren Steinzeit in Felsritzungen, etwa als gespitztes Kreuz mit einem Bogen geschnitten als anthropomorphe Figur bei La Coruña, Nordspanien, datiert um 2500 v. Chr., dann in China, in der Antike und in lateinamerikanischen Kulturen. Es wird daneben auch mit allgemeinen Sonnensymbolen in Zusammenhang gebracht.
Hammerkreuz bezieht sich auch auf stark geendte Formen germanischer Funde, die auch ähnlich einem Prankenkreuz ausgeführt sind. Kruckenkreuz beschreibt die Form einer Krücke.
Ein frühes christliches Beispiel ist das Kaiser-Heinrich-Kreuz, ein romanisches Altar- und Vortragekreuz (heute Fritzlarer Domschatz-Museum der Stiftskirche St. Petri). Als Kreuzfahrerzeichen wurde es von Ritterorden wie den Grabrittern und zeitweisen den Tempelrittern als Symbol gewählt, ebenso findet es sich im Wappen des Königreichs Jerusalem (als Jerusalemkreuz).

### Verwendung in Österreich seit 1924
Seine erste offizielle Einführung geht auf Bundeskanzler Ignaz Seipel zurück, der für das Große Ehrenzeichen der Ersten Republik Österreich die Kruckenkreuzform wählte. Ab 1924 wurde es auf seine Veranlassung auch auf der Rückseite der österreichischen 200-Kronen, ab 1925 der 2-Groschen- und ab 1931 der 5-Groschen-Münzen geprägt.
1934–1938 wurde die Republik durch den austrofaschistischen Ständestaat abgelöst. Im Inland führte er die Kruckenkreuzflagge der Vaterländischen Front als der Staatsflagge gleichgesetztes Emblem, und ein durchbrochenes rotes Kruckenkreuz wurde neben dem Doppeladler eine Art Wappen Österreichs. Mit dem Kruckenkreuz sollte dem „heidnischen“ Hakenkreuz ein „christliches“ Symbol gegenübergestellt werden.

### Weitere Verwendungen des Kruckenkreuzes
Wappen des Wingolfsbundes.

## Zeichencodierung
Für das Kruckenkreuz steht eine Unicode-Glyphe zur Verfügung, und zwar ☩ U+2629 (9769) CROSS OF JERUSALEM (als „Jerusalemkreuz“ bezeichnet: Im englischen Raum werden die beiden Namen manchmal gleichgesetzt) im Unicode-Block Verschiedene Symbole.